# دايفيد بويد
دايفيد بويد (بالإنجليزية: David Boyd)‏ هو مصور سينمائي ومخرج أمريكي، ولد في 7 أبريل 1921 في كريبل كريك في الولايات المتحدة.

## وصلات خارجية
- دايفيد بويد على موقع IMDb (الإنجليزية)
- دايفيد بويد على موقع ألو سيني (الفرنسية)
- دايفيد بويد على موقع أول موفي (الإنجليزية)
- دايفيد بويد على موقع قاعدة بيانات الأفلام السويدية (السويدية)
- دايفيد بويد على موقع قاعدة بيانات الفيلم (الإنجليزية)
- دايفيد بويد على موقع كينوبويسك (الروسية)